# El Zapote, Guadalupe y Calvo
El Zapote är en ort i Mexiko.   Den ligger i kommunen Guadalupe y Calvo och delstaten Chihuahua, i den västra delen av landet, 1 100 km nordväst om huvudstaden Mexico City. El Zapote ligger 620 meter över havet och antalet invånare är 156.
Terrängen runt El Zapote är huvudsakligen lite bergig. El Zapote ligger nere i en dal. Runt El Zapote är det mycket glesbefolkat, med 6 invånare per kvadratkilometer. Närmaste större samhälle är San Javier de Abajo, 15,4 km väster om El Zapote. I omgivningarna runt El Zapote växer huvudsakligen savannskog.